# Castanheira (Mogadouro)
Castanheira is een plaats (freguesia) in de Portugese gemeente Mogadouro en telt 102 inwoners (2001).